# Ловіня
Ловіня (пол. Łowinia) — село в Польщі, у гміні Сендзішув Єнджейовського повіту Свентокшиського воєводства.
Населення — 268 осіб (2011).
У 1975—1998 роках село належало до Келецького воєводства.

## Демографія
Демографічна структура на день 31 березня 2011 року:
|          | Загалом | Допрацездатний вік | Працездатний вік | Постпрацездатний вік |
| -------- | ------- | ------------------ | ---------------- | -------------------- |
| Чоловіки | 133     | 30                 | 88               | 15                   |
| Жінки    | 135     | 26                 | 70               | 39                   |
| Разом    | 268     | 56                 | 158              | 54                   |